# Historia de Virginia

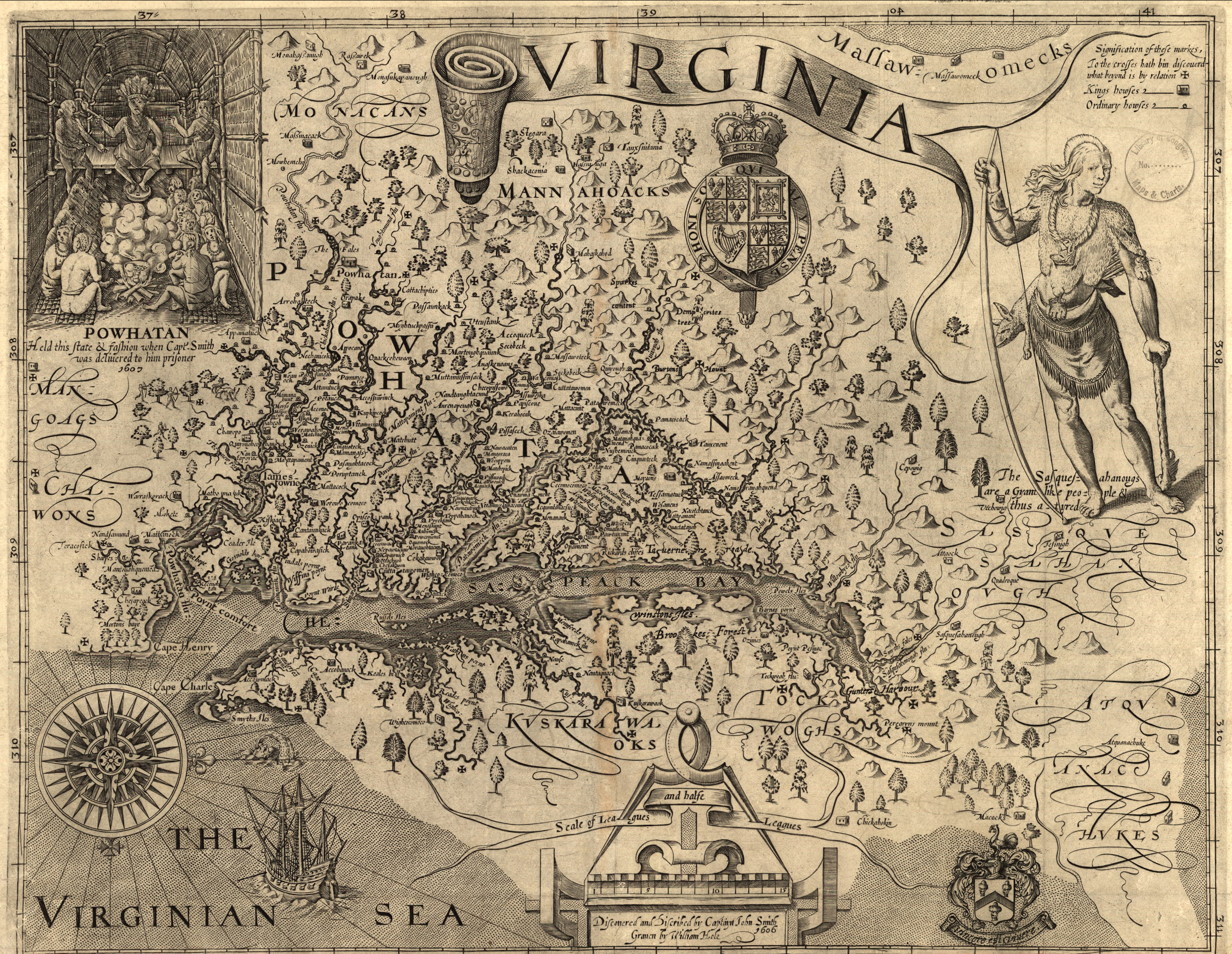
Mapa de Virginia de John Smith utilizado en varias publicaciones, la primera en 1612.

La historia de Virginia sobre la que existen registros, comenzó hace miles de años con el asentamiento en la región geográfica ahora conocida como la Commonwealth de Virginia en los Estados Unidos, por los indios americanos. El establecimiento europeo permanente no ocurrió hasta el establecimiento de Jamestown en 1607, por colonos ingleses. Cuando el tabaco surgió como una exportación provechosa, Virginia importó trabajadores africanos para cultivarlo y endureció los límites legales de la esclavitud. La Colonia de Virginia se convirtió la colonia británica más rica y poblada de Norteamérica.
Virginia fue una de las Trece Colonias originales que consiguieron la independencia de Gran Bretaña durante la Guerra de Independencia. El estado vio nacer a más líderes nacionales que cualquier otro estado de la nación, incluidos cuatro de los cinco primeros presidentes: George Washington, Thomas Jefferson, James Madison, James Monroe, William Henry Harrison, John Tyler, Zachary Taylor y Woodrow Wilson.
Cuando la cuestión de esclavitud dividió la joven nación, el estado esclavista de Virginia era inicialmente reluctante a la secesión en 1861, pero tras la exigencia de tropas de Abraham Lincoln, el estado decidió separarse de la Unión (esta decisión provocó la división de Virginia en dos estados, Virginia y Virginia Occidental, esta última permanecería fiel a la Unión). Tras la secesión, Virginia se convirtió en el principal campo de batalla de la guerra civil estadounidense. Virginia compartió la recesión agrícola con otros estados del Sur después de la guerra y se esforzó por su reconstrucción. Como en otros antiguos estados Confederados, cuando los demócratas blancos recobraron el poder, aprobaron leyes para la segregación racial de instalaciones públicas y una Constitución que privaba de sus derechos civiles a las personas negras. La larga lucha por parte de los afroamericanos para ganar derechos protegidos a través de la educación, los litigios y el activismo no violento duró hasta bien entrados los años 1960, antes de que consiguieran una legislación pro derechos civiles que protegió a ciudadanos de la discriminación racial.
El 2007 se celebró el cuadringentésimo aniversario del primer establecimiento inglés permanente en Jamestown. Una celebración de 18 meses de duración denominada «Jamestown 2007» comenzó en 2006. Distintos eventos celebraron las contribuciones de los nativos americanos, los europeos y los africanos a la historia de Virginia.

## Nativos americanos

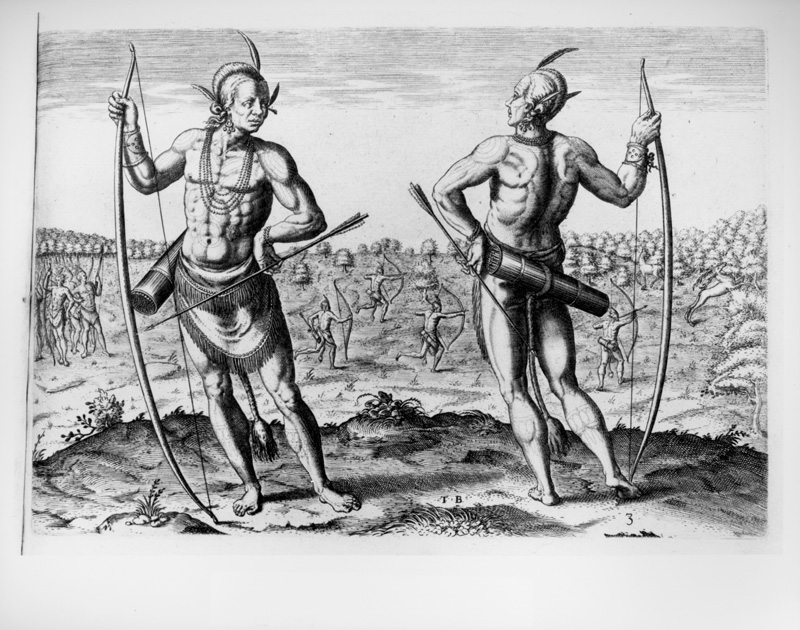
Jefe indio de Virginia en un grabado de 1590, a partir de una acuarela de John White de 1585. La tierra de caza escasamente arbolada del fondo sugiere la región de las sabanas del este de los Estados Unidos, que no se corresponden con el actual estado de Virginia, sino a la antigua Colonia de Virginia.

Investigaciones arqueológicas e históricas por antropólogos como Helen Rountree y otros han demostrado que la región del Nuevo Mundo denominada Virginia estaba habitada al menos desde entre 3.000 y 10.000 años por muchos grupos de indios americanos.
En el momento de la colonización inglesa de la región, a finales del siglo XVI, numerosos pueblos indígenas vivían en lo que actualmente es Virginia. Las tribus nativoamericanas del lugar incluían a los cheroqui, los chesepian, los chickahominy, los mattaponi, los meherrin, los monacan, los nansemond, los nottoway, los pamunkey, los powhatan, los rappahannock, los saponi y algunos otros. A menudo se divide a los nativos en tres grupos, basándose en gran medida en las diferencias lingüísticas. El grupo más numeroso es conocido como el algonquino, formado por unos 10.000 miembros. Los otros grupos son los iroqueses, con unos 2.500 miembros y los sioux.
Cuando los primeros colonos ingleses llegaron a Jamestown en 1607, las tribus algonquinas controlaban a la mayor parte de Virginia al este de la línea de caída continental. Casi todos estaban unidos en lo que ha llamado históricamente la Confederación Powhatan. El investigador Rountree ha señalado que el imperio describe más exactamente su estructura política. A finales del siglo XVI y principios del XVII, un jefe llamado Wahunsunacock creó este potente imperio triunfando o aliándose con aproximadamente 30 tribus cuyos territorios cubrieron la mayor parte de Virginia del Este. Wahunsunacock llamó esta área «Tenakomakah» ("Tierra densamente habitada"). Este líder indígena era conocido como el Jefe Powhatan. El imperio era ventajoso para algunas tribus, que eran periódicamente amenazadas por otros indios americanos, como los monacan.
Los indios americanos tenían una cultura muy diferente de la de los ingleses. A pesar de un poco de interacción acertada, las cuestiones sobre la propiedad y el control de la tierra y de confianza entre los pueblos, hicieron que surgieran los conflictos. Virginia sufre periodos de sequía un promedio de cada tres años. Los colonos no entendieron que los nativos estaban mal preparados para alimentarlos durante los tiempos duros. En los años posteriores a 1612, los colonos despejaron la tierra para prepararla para granjas dedicadas la exportación de tabaco, su crucial cultivo con fines económicos. Cuando el tabaco agotó las tierras de cultivo, los pobladores continuamente tenían que despejar más zonas para reemplazarlas. Está reducida tierra arbolada era la que los indios podrían utilizar para cazar y así complementar sus cosechas de alimentos. Cuantos más colonos llegaban, más tierra demandaban.
Las tribus trataron de luchar contra la invasión de los colonos. Los principales conflictos ocurrieron con la masacre indígena de 1622 y otra en 1644, ambas bajo el mando del hermano más joven del fallecido Jefe Powhatan, el Jefe Opechancanough. A mediados del siglo XVII, los powhatan estaban en seria decadencia. Los colonos europeos se habían extendido de tal modo que controlaran prácticamente toda las tierras al este de la línea de caída en el río James. Cincuenta años antes, este territorio había sido el imperio de la potente Confederación Powhatan. 
Los miembros de muchas tribus se asimilaron a la población general de la colonia. Algunos retuvieron su identidad y herencia. En el siglo XXI, los pamunkey y los mattaponi mantienen reservas en el condado de King William. Grupos activos de otras tribus han conservado parte de su herencia y han renovado el interés en buscar el reconocimiento estatal y federal desde la celebración del aniversario de «Jamestown 2007». Las celebraciones estatales dieron a las tribus indígenas papeles formales prominentes para celebrar sus contribuciones al estado.

## Revolución: Virginia declara su independencia

### Antecedentes
Los primeros sentimientos revolucionarios comenzaron a aparecer en Virginia poco después de que la Guerra Franco-india terminara en 1763. El mismo año, los gobiernos británico y de Virginia se enfrentaron en caso de la llamada «Parson's Cause» (Causa de los Predicadores). La legislatura de Virginia había aprobado la «ley de los Dos Peniques» para detener el incremento de los salarios del clero anglicano. El rey Jorge III vetó la medida, y el clero reclamó los sueldos atrasados. Patrick Henry fue el primero en discutir la prominencia de la medida argumentando en el caso contra el veto, que él declaró de tiránica.

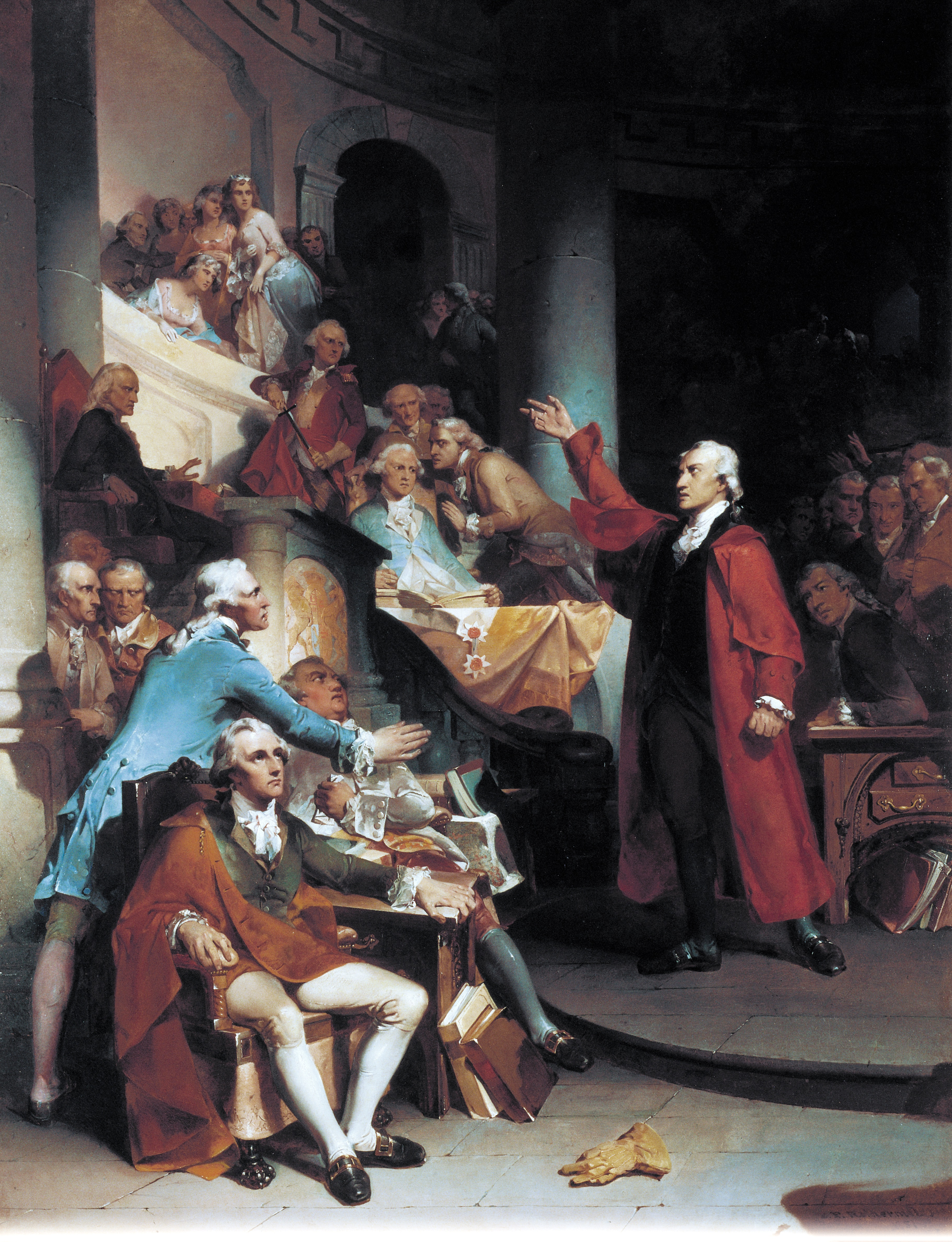
El discurso de Patrick Henry durante las Resoluciones de Virginia.

El gobierno británico había acumulado grandes deudas a causa de los gastos derivados de sus guerras. Para ayudar al pago de esta deuda, el Parlamento inglés aprobó la  «Ley del Azúcar» (Sugar Acta) en 1764 y la «Ley del Timbre» (Stamp Act) en 1765. La Asamblea General se opuso a la aprobación de la ley del azúcar bajo el lema de «No a los impuestos sin representación». Patrick Henry se opuso a la Stamp Act en la Cámara de los Ciudadanos con un famoso discurso aconsejando a Jorge III que "César tuvo su Bruto, Carlos I su Cromwell..." y el rey «puede aprovecharse de su ejemplo». La Legislatura aprobó las Resoluciones de Virginia oponiéndose al impuesto. El gobernador Francis Fauquier respondió destituyendo a la Asamblea.
La oposición continuó después de las Resoluciones. El tribunal del condado de Northampton revocó la Ley del Timbre el 8 de febrero de 1766. Varios grupos políticos, incluidos los «Hijos de la Libertad» convocaron y promovieron protestas contra la Ley. Richard Bland publicó un panfleto titulado Una Investigación en los Derechos de Colonias Británicas. Este documento se convertiría en uno de los principios políticos básicos de la Revolución declarando que Virginia era una parte del Imperio Británico, no el Reino de Gran Bretaña, por lo que sólo debía lealtad a la Corona, no al Parlamento.
La Ley del Timbre fue anulada, pero impuestos adicionales a la «Ley del Azúcar» y la tentativa en 1769 de trasladar a alborotadores bostonianos a Londres para su proceso, incitó más protestas de Virginia. La Asamblea emitió resoluciones condenando en el traslado de los alborotadores, pero el gobernador Botetourt, aunque simpatizante con las propuestas, disolvió la Legislatura. La Cámara de Ciudadanos se reunió de nuevo en la Raleigh Tavern y llegaron a un acuerdo para prohibir las importaciones británicas. Gran Bretaña abandonó su tentativa de extraditar a los presos y revocó todos los impuestos excepto el impuesto sobre el té en 1770.
En 1773, debido a una nueva tentativa de extraditar americanos a Gran Bretaña, Richard Henry Lee, Thomas Jefferson, Patrick Henry, George Mason y los otros líderes crearon un «comité de correspondencia» para tratar los problemas con Gran Bretaña. A diferencia de otros comités de correspondencia, éste era parte oficial de la Legislatura.
Después del cierre del puerto de Boston, Massachusetts, en respuesta al motín del té, la Cámara de Ciudadanos aprobó nombrar el 1 de junio de 1774 como un día de «Ayuno, Humillación y Rezo» como muestra de solidaridad con Massachusetts. El gobernador, Lord Dunmore, disolvió la Legislatura. La primera Convención de Virginia se celebró del 1 al 6 de agosto en respuesta a la crisis creciente. La convención aprobó un boicot a los productos británicos, expresar su solidaridad con Massachusetts y eligió a delegados para el Congreso Continental donde el virginiano Peyton Randolph fue seleccionado como presidente del Congreso.

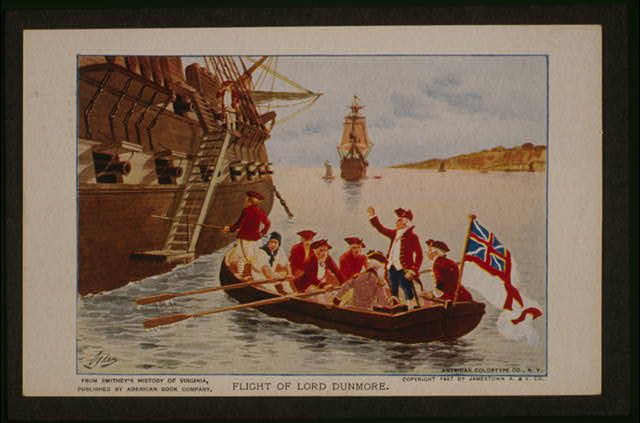
Lord Dunmore huyendo al Fowey.

El 20 de abril de 1775, un día después de las Batallas de Lexington y Concord, Dunmore ordenó que infantes de marina reales quitaran la pólvora del polvorín de Williamsburg y la llevarán a un barco británico. Patrick Henry condujo un grupo de la milicia de Virginia del condado de Hanover en respuesta a la orden de Dunmore. Carter Braxton negoció una resolución del «Incidente de la Pólvora» transfiriendo fondos reales como pago por la pólvora. El incidente disminuyó la ya decreciente popularidad de Dunmore, y finalmente huyó lel palacio del gobernador al buque británico Fowey en Yorktown. El 7 de noviembre, Dunmore publicó una proclamación declarando que Virginia estaba en un estado de rebelión y que cualquier esclavo que luchara por los británicos sería liberado. Para estas fechas, George Washington había sido puesto a la cabeza de las fuerzas americanas por el Congreso Continental y Virginia estaba bajo el mando político de un Comité de Seguridad creado por la tercera Convención de Virginia en ausencia del gobernador.
El 9 de diciembre de 1775, la milicia de Virginia participó con las fuerzas del gobernador en la Batalla de Great Bridge. Los británicos habían defendido una fortaleza que protegía la ruta terrestre a Norfolk. Los británicos temieron que la milicia, que no tenía ningún cañón para el sitio, recibiría refuerzos, por lo que abandonaron la fortaleza y atacaron. La milicia ganó la batalla en 30 minutos. Dunmore respondió bombardeando Norfolk con sus barcos el 1 de enero de 1776.
La quinta Convención de Virginia se reunió el 6 de mayo y declaró a Virginia un estado libre e independiente el 15 de mayo de 1776. La Convención instruyó a sus delegados para introducir una resolución de independencia en el Congreso Continental, y Richard Henry Lee introdujo la medida el 7 de junio. Mientras el Congreso discutía, la Convención de Virginia adoptó la Declaración de Derechos de George Mason (el 12 de junio) y una constitución (el 29 de junio) que estableció una commonwealth independiente. El Congreso aprobó la propuesta de Lee el 2 de julio y aprobó la Declaración de Independencia de Jefferson el 4 de julio de 1776.

### Independencia
La constitución de la quinta Convención de Virginia creó un sistema de gobierno para el estado que duraría 54 años. La constitución estipulaba a un magistrado jefe, una legislatura bicameral formada por la Cámara de Delegados y el Senado. La legislatura eligió a un gobernador cada año (eligiendo a Patrick Henry para ser el primero) y un consejo de ocho miembros para funciones ejecutivas. En octubre, la legislatura designó a Jefferson, Edmund Pendleton y George Wythe para adaptar la legislación existente de la ley de Virginia a la nueva constitución.

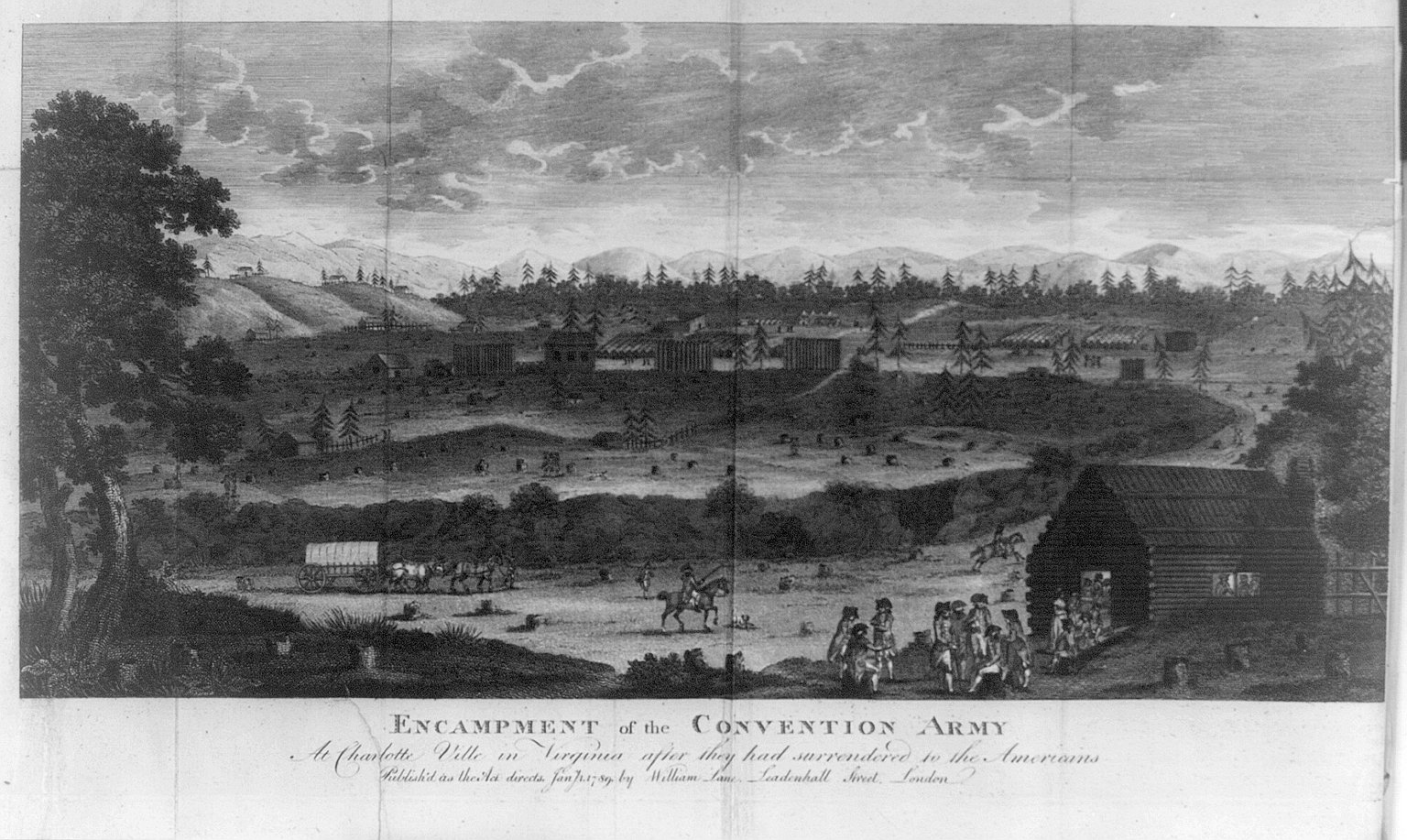
Campamento del ejército de la Convención en Charlottesville. Aguafuerte de 1789.

Tras la Batalla de Great Bridge, pocos conflictos militares ocurrieron en suelo de Virginia durante la primera parte de la Guerra de Independencia de los Estados Unidos. Sin embargo, Virginia envió fuerzas para ayudar en los enfrentamientos al Norte y al Sur, incluyendo a Daniel Morgan y su compañía de tiradores que lucharon en las primeras batallas en el Norte. Charlottesville sirvió como campamento de prisioneros para el Ejército de la Convención, hessianos y soldados británicos capturados en Saratoga. Virginia también envió fuerzas a la frontera en el Noroeste, George Rogers Clark condujo fuerzas en esta área y capturó la fortaleza de Kaskaskia y ganó la Batalla de Vincennes, capturando al gobernador real, Henry Hamilton. Clark mantuvo el control de los territorios del Noroeste a lo largo de toda la guerra.
Los británicos devolvieron la guerra a Virginia en mayo de 1779 cuando George Collier situó tropas en Hampton Roads y usó Portsmouth (después de destruir el taller naval) como base de ataque. El movimiento era parte de un intento de bloqueo del comercio con las Antillas. Los británicos abandonaron el plan cuando los refuerzos de general Henry Clinton fallaron en su intento de llegar para apoyar a Collier.
Temiendo la vulnerabilidad de Williamsburg, el entonces gobernador Thomas Jefferson trasladó la capital más cara el interior, a Richmond, en 1780. En octubre de ese año, los británicos hicieron otra tentativa en la invasión de Virginia. El general británico Alexander Leslie entró en el Chesapeake con 3.000 tropas y usó Portsmouth como base; sin embargo, después del fracaso británico en la Batalla de King's Mountain, Leslie se trasladó para unirse a Cornwallis más al Sur. En diciembre, Benedict Arnold, que había traicionado la Revolución y se había hecho general para los británicos, atacó Richmond con 1000 soldados y quemó parte de la ciudad. Arnold movió su base de operaciones a Portsmouth y se unió con al general William Phillips.
George Washington envió al general francés Lafayette para dirigir la defensa de Virginia. Lafayette marchó hacia el sur hasta Petersburg. Cornwallis, respondió atacando a Virginia en la búsqueda de Lafayette. Éste sólo tenía 3200 soldados para enfrentarse a los 7200 de Cornwallis. Lafayette superado en número evitó la confrontación directa y acosó a Cornwallis en una serie de escaramuzas. Lafayette se retiró a Fredericksburg, encontrándose con el general Anthony Wayne, y luego marchó hacia el suroeste. Cornwallis envió dos misiones más pequeñas: 500 soldados bajo el mando del coronel John Graves Simcoe para tomar el arsenal de Point of Fork y 250 bajo el del coronel Banastre Tarleton para marchar contra Charlottesville y capturar al gobernador Jefferson y la legislatura. La expedición al Point of Fork derrotó al general Friedrich Wilhelm von Steuben mientras la misión de Tarleton capturó a sólo siete legisladores y algunos oficiales gracias a la cabalgada durante toda la noche de Jack Jouett para advertir a Jefferson y los legisladores de la llegada de Tarleton. Cornwallis reunió su ejército en Elk Hill y marchó a la región Tidewater. Lafayette, que se unió con von Steuben, ahora tenía 5.000 soldados y siguió a Cornwallis.
Siguiendo las órdenes del general Henry Clinton, Cornwallis bajó la península de Virginia hacia la bahía de Chesapeake donde Clinton planeara trasladar parte del ejército para sitiar la ciudad de Nueva York. Cornwallis pasó por Williamsburg y cerca de Jamestown. 800 de las tropas de Lafayette bajo el mando del general Wayne fue alcanzado por el mucho mayor (5.000 soldados) cuerpo principal de las fuerzas de Cornwallis y los dos lucharon en la Batalla de Green Spring el 6 de julio de 1781. Wayne ordenó una carga contra Cornwallis a fin de simular una mayor fuerza y detener el avance británico. Las bajas fueron claras, con los americanos que pierdieron 140 hombres y 75 los británicos, pero la estratagema permitió que los estadounidenses se escaparan.

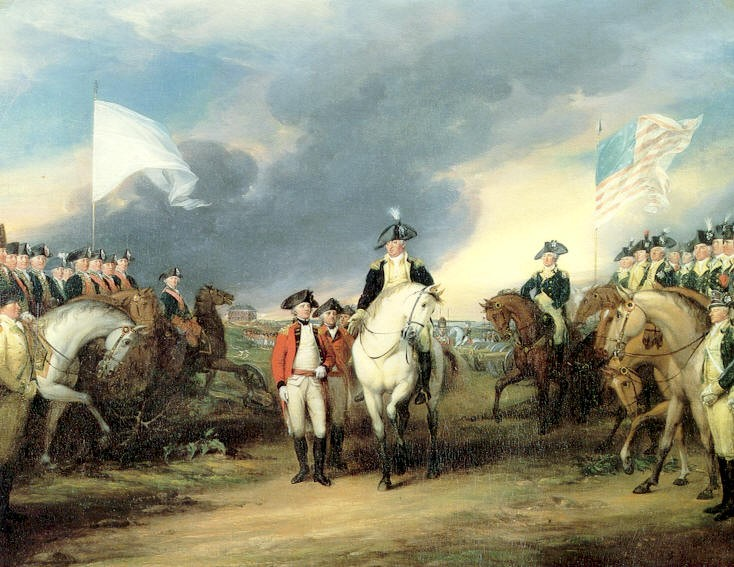
Capitulación de Cornwallis en Yorktown (John Trumbull, 1797).

Cornwallis movió sus tropas a través del río James hasta Portsmouth para esperar las órdenes de Clinton. Clinton decidió que una posición en la península debía mantenerse y que Yorktown sería una valiosa base naval. Cornwallis recibió órdenes de mover sus tropas a Yorktown y comenzar la construcción de fortalecimientos y un astillero. Los estadounidenses habían esperado inicialmente que Cornwallis se moviera a Nueva York o a las Carolinas (Carolina del Norte y Carolina del Sur) y habían comenzado a hacer preparativos para salir de Virginia. Una vez que descubrieron las fortalezas en Yorktown, los norteamericanos comenzaron a situarse alrededor de la ciudad. El general Washington vio la oportunidad de una victoria importante. Movió una parte de sus tropas, junto con las tropas francesas del general Rochambeau, de Nueva York a Virginia. El plan dependía de los refuerzos franceses de 3.200 soldados y una gran fuerza naval bajo lar órdenes del almirante de Grasse. El 5 de septiembre, el almirante de Grasse derrotó a la marina británica en la Batalla de Chesapeake. La derrota aseguró el dominio francés de las aguas próximas a Yorktown, impidiendo así a Cornwallis recibir tropas o provisiones y evitar la posibilidad de evacuación. Entre el 6 y 17 de octubre las fuerzas estadounidenses abandonan el sitio sobre Yorktown. Herido y completamente atrapado, Cornwallis decidió rendirse. Los documentos de la rendición fueron oficialmente firmados el 19 de octubre. A consecuencia del fracaso, el primer ministro británico, Lord North, dimitió y el gobierno británico ofrecido la paz en el abril de 1782. El Tratado de Versalles de 1783 terminó oficialmente la guerra.

## Estado

### Redactando la constitución
Al final de la guerra de independencia, los nuevos estados estadounidenses se habían unido bajo los Artículos de la Confederación. La Confederación concedió muy poco poder al gobierno federal. Virginia colaboró en el inicio del movimiento hacia una Unión más fuerte reuniéndose con representantes de Maryland para hablar sobre cuestiones comerciales y de navegación en 1785. Los dos estados invitaron a otro estado, participante en la Convención de Annapolis celebrada en septiembre de 1786, para discutir sobre estas cuestiones. Washington, Madison y Alexander Hamilton vieron las conversaciones como una oportunidad para desarrollar una Unión más fuerte. La Convención de Annapolis consintió en encontrarse otra vez en Filadelfia para una convención constitucional. En la Convención, Edmund Randolph promovió el Plan Virginia diseñado por Madison. Este plan planteaba un gobierno nacional fuerte con una legislatura bicameral, donde los representantes fueran asignados proporcionalmente basándose en la población. Algunas ideas del plan fueron adoptadas, pero a los estados más pequeños no les gustaba la idea de una representación proporcional, entonces el compromiso fue rechazado y cada estado recibió dos Senadores en la Cámara alta. Los delegados de Virginia también promovieron una bill of rights (carta de derechos). La mayoría acordó firmar la Constitución de los Estados Unidos con la promesa que una declaración de derechos sería rápidamente adoptada, pero George Mason y Randolph rechazaron firmar. Madison escribió varios de los llamados Federalist papers (una serie de 85 artículos periodísticos abogando por la ratificación) y tomó otras medidas para insistir en la ratificación de la Constitución. Madison y Patrick Henry encabezaron la oposición política. Muchos en la región del Piedmont y en el sudoeste de Virginia se opusieron a la ratificación debido a sus temores sobre tarifas y a que la importación de esclavos todavía fuera permitida. Virginia ratificó la constitución el 25 de junio de 1788 y se convirtió en el décimo estado en formar parte de la Unión.

### Cambio de fronteras
Después de declarar la independencia, las fronteras de Virginia experimentaron un gran cambio. En 1779, Virginia amplió su frontera Sur con Carolina del Norte hacia el Oeste. En 1784 y 1785, Virginia negoció su frontera Norte con Pensilvania. Virginia y Pensilvania también tuvieron disputas a lo largo de las zonas fronterizas de Virginia-Pensilvania durante el período colonial. Después de que las áreas en disputa se hicieron parte de los recién formados Estados Unidos, los nuevos estados de Virginia y Pensilvania (ambos parte de los trece primeros estados que formaron la Unión) pronto alcanzaron un acuerdo, y la mayor parte del condado de Yohogania, reclamado por ambos, se hizo parte de Pensilvania en los años 1780 bajo los términos concordados de las legislaturas estatales tanto de Virginia como de Pensilvania. Una pequeña parte restante que permaneció en Virginia era demasiado pequeña para formar un condado, y fue anexada a otro condado de Virginia, el condado de Ohio. 
Más significativamente, Virginia abandonó sus reclamaciones sobre el Territorio del Noroeste en 1784. Esta enorme área, consistente en la mayor parte de las actuales regiones Medio Oeste y de los Grandes Lagos, era tierra fronteriza por entonces. Varios estados reclamaron el territorio, pero finalmente todos consintieron en dejar al gobierno federal tomar el control bajo los términos de la Ordenanza Noroeste. Virginia no renunció a todas las tierras, y conservó el Distrito Militar de Virginia, un área de tierra puesta aparte para recompensar a los veteranos de la guerra de independencia. En 1790, tanto Virginia como Maryland cedieron parte de su territorio para formar el nuevo Distrito de Columbia, pero por una Ley del Congreso fechada el 9 de julio de 1846, el área al sur del río Potomac que había sido traspasado por Virginia fue recuperado de nuevo en 1847, y es actualmente el condado de Arlington y parte de la ciudad de Alexandria.

## Inicios de la república y períodos prebélicos
Durante la guerra miles de esclavos huyeron desde estados del sur hacia las líneas británicas buscando su libertad. Algunos permanecieron con los británicos; otros desaparecieron en las zonas rurales y áreas fronterizas o en el Norte. Inspirados por la Revolución y por predicadores evangélicos, numerosos esclavistas de Virginia y otros estados de la bahía de Chesapeake emanciparon a algunos o a todos sus esclavos en las dos décadas posteriores a la guerra. De unos miles, la población de afroamericanos libres en Virginia aumentó a 13 000 en 1790 y 20 000 en 1800. Muchos se fueron de áreas rurales hacia ciudades como Petersburg, Richmond y Charlottesville; otros emigraron con sus familias a la frontera donde las críticas sociales eran más suaves. Aunque la mayor parte de esclavistas liberara a sus esclavos en sus testamentos, Robert Carter III liberó a casi 500 esclavos en su vida.
Como nueva nación los Estados Unidos de América desarrolló planes de crecimiento y comenzaron a hablar de la doctrina del destino manifiesto, y Virginia también encontró su papel en la joven república llena de cambios y desafíos . Comenzando con la Compra de la Luisiana, muchos de los virginianos cuyos abuelos habían creado el asentamiento de Virginia comenzaron a expandirse hacia el Oeste. Famosos norteamericanos nacidos en Virginia influyeron no sólo en el destino del estado, sino en el rápido desarrollo del «Viejo oeste». 
Comenzando en los años 1750, la Ohio Company of Virginia fue creada para colonizar el territorio del Ohio. Después de la Guerra Franco-india, el establecimiento de virginianos en el Oeste estuvo limitado a partes más del sur del «Viejo este». Los virginianos Meriwether Lewis y William Clark fueron de gran influencia en la famosa expedición para explorar el río Misuri y las posibles conexiones con el océano Pacífico. Nombres notables de virginianos como Stephen F. Austin, Edwin Waller, Haden Harrison Edwards y el doctor John Shackelford fueron famosos pioneros de tejanos. Incluso el general Robert E. Lee se distinguió como líder militar en Texas durante la intervención estadounidense en México de 1846-1848.

## Diferencias regionales y secesión
Como la expansión occidental de Virginia se desarrolló en la primera mitad del siglo XIX, las enormes diferencias en la base agrícola, cultural y de transporte se convirtieron en una cuestión prioritaria para la Asamblea General de Virginia. En la parte Este, las grandes extensiones de tierra fueron cultivadas con tabaco y algodón como cosechas principales, ambas necesitadas de gran cantidad de trabajo manual. La esclavitud se había convertido en una institución económica de la que dependían los agricultores. Las cuencas de la mayor parte de esta área desembocan en el océano Atlántico. En las extensiones occidentales, las haciendas más pequeñas fueron fundamentalmente cultivadas sin el trabajo de personas ajenas a las familias, y la minería y la silvicultura eran actividades en expansión. La tierra drenaba al valle de río Ohio, y el comercio tendió a centrarse también en aquella dirección.
La representación en la legislatura estatal fue fundamentalmente desviada en favor de las áreas más populosas del Este. Esto fue agravado por la toma en consideración parcial de los esclavos en el recuento de la población, a pesar de que estos individuos (y todas las mujeres y los niños) no tenían derecho a voto. Los esfuerzos de negociar las disparidades en varias ocasiones, incluida una convención constitucional estatal, terminaron sin una resolución significativa. Así, al principio de la guerra civil estadounidense, Virginia fue alcanzada no sólo en la crisis nacional, sino por un profundo fraccionamiento dentro de sus propias fronteras. Mientras otros «estados fronterizos» tenían similares diferencias regionales, Virginia tenía aún más que cualquier otro estado del Norte o del Sur, y probablemente por ello, era el único estado realmente subdividido en dos estados separados durante la guerra.

## Guerra civil
Virginia comenzó una convención sobre la secesión el 13 de febrero de 1861 después de que seis estados se separaron para formar los Estados Confederados de América el 4 de febrero. La convención deliberó durante varios meses, pero el 15 de abril Lincoln reclamó tropas de todos los estados todavía en la Unión en respuesta al ataque de Fort Sumter. El 17 de abril de 1861 la convención votó a favor de la secesión. Con la entrada de Virginia en la Confederación, la decisión de trasladar capital Confederada de Montgomery (Alabama) a Richmond fue tomada el 6 de mayo y decretada el 29 de mayo. Virginia ratificó los artículos de secesión el 23 de mayo. Al día siguiente, el ejército de la Unión se dirigió al norte de Virginia y capturó Alexandria sin lucha.
La primera batalla importante de la guerra civil ocurrió el 21 de julio de 1861. Las fuerzas de la Unión intentaron tomar el control de la conexión del ferrocarril en Manassas para utilizarla como línea de abastecimiento, pero el Ejército Confederado había movido sus fuerzas por tren para encontrarse con la Unión. Los confederados ganaron la Primera batalla de Manassas (conocida como «Bull Run» por los estados del Norte) y el año continuó sin ninguna batalla importante.
Así como aquí tuvo lugar la primera batalla importante de la guerra, la última gran batalla también se luchó en Virginia, la batalla de Appomattox Court House. Durante toda la Guerra Civil, Richmond fue la capital de los Estados Confederados. En la Casa Blanca de los Estados Confederados residió la familia del presidente de la Confederación, Jefferson Davis.
En abril de 1865, Richmond fue incendiado por un Ejército Confederado en retirada y retornó al control del Norte. Virginia fue administrada como el "Primer Distrito Militar" durante el período de Reconstrucción (1865-1870) bajo las órdenes del general John Schofield. El estado formalmente se reincorporó a la Unión el 26 de enero de 1870.

### Industrialización
Varios productos textiles se producían antes de 1861, pero no de forma significativa. Un centro de producción de hierro durante la guerra civil estuvo localizado en Richmond, en la fundición Tredegar Iron Works. Tredegar funcionó parcialmente con trabajadores esclavos, y produjo la mayor parte de la artillería para la guerra, haciendo de Richmond un importante punto para su defensa.

### La separación de Virginia Occidental
Virginia fue uno de los últimos estados en unirse a la Confederación en gran parte por la falta de apoyo de la región Noroeste debido a la inexistencia de esclavitud en esta región. Después de que el estado formalizara la adhesión a la Confederación, pronto fue seguida de agitación en aquella región. Después de una rebelión exitosa, un área consistente en 48 condados se unieron en que se dio a conocer como el «estado de Kanawha» y más tarde como Virginia Occidental. El acto fue apoyado por la Corte Suprema en 1870.
Los condados de Berkeley y Jefferson (en el borde del extremo norte del estado) permanecieron en la Confederación y en Virginia durante toda la Guerra civil, y no eran parte de la formación del estado de Kanawha, renombrado a Virginia Occidental, cuando fue admitido en la Unión con los 48 antiguos condados de Virginia el 1 de enero de 1863. Después de la guerra, durante la Reconstrucción, en 1866, estos dos condados decidieron en referéndums locales que ellos también querían formar parte del nuevo estado de Virginia Occidental, ascendiendo el total a 50.
Con la formación de Virginia Occidental, Virginia ya no compartió una frontera con Pensilvania. Sin embargo, hasta la frontera de Virginia/Virginia Occidental estuvo sujeta a ciertas fluctuaciones, con dos condados de Virginia que decidieron unirse a Virginia Occidental en 1866. Incluso en el siglo XX, todavía había algunas disputas sobre la posición precisa de la frontera en algunos lugares de montaña al norte de Virginia entre el condado de Jefferson (Virginia Occidental) y el condado de Loudoun (Virginia). En 1991, ambas legislaturas estatales asignaron fondos para una comisión divisoria para examinar 15 millas de la zona fronteriza.

## Reconstrucción: 1865-1877
Virginia permaneció bajo control militar hasta 1869, ya que el comandante de Unión, el General John M. Schofield, rechazó autorizar una votación por la Constitución redactada por una convención Radical. El presidente Ulysses S. Grant pidió una votación en 1869 que incluía un voto por la Constitución, separado en su cláusula de denegación de derecho a sufragio que habría impedido el voto de la mayor parte de antiguos rebeldes, y un voto separado para funcionarios estatales. Los Radicales nombraron a Henry H. Wells, un antiguo general y gobernador provisional cercano a Schofield. El líder de los Demócratas era William Mahone, que dijo que era el momento para una Nueva Salida. Es decir los Demócratas tuvieron que aceptar los resultados de la guerra, incluyendo los derechos civiles y el derecho a voto de los libertos. Denunció el ferrocarril de Baltimore and Ohio Railroad como demasiado poderoso, y pidió nuevos ferrocarriles propios de Virginia, que llevarían el estado a la prosperidad. También persuadió a muchos Republicanos moderados a favor del comercio.
Gilbert C. Walker, el candidato de Mahone para gobernador, fue elegido y la cláusula de denegación de derecho a voto retirada. La nueva Underwood Constitution fue aprobada por 210 585 votos a varor y 9.136 en contra, mientras las cláusulas de limitación de sufragio fueron rechazadas por 124 715 a 83 458 y 124 360 a 84 410 votos respectivamente. El estado no experimentó la corrupción y el conflicto que caracterizó el período de Reconstrucción en otros estados del Sur, incluso los virginianos blancos generalmente compartían la amargura tan típica de las actitudes del Sur. Virginia era así el único estado del Sur en no tener un gobierno civil Radical.

## Derechos civiles
El «Partido de Reajuste» (Readjuster Party) fue una facción política formada en Virginia a finales de los años 1870 durante el turbulento período posterior a la Reconstrucción. Los llamados «reajustadores» aspiraban a «acabar con el poder de riqueza y privilegio establecido» y promover la educación pública. Los reajustadores estaban dirigidos por Harrison H. Riddleberger de Woodstock, abogado, y William Mahone, antiguo general Confederado que era presidente de varias compañías ferroviarias. Mahone fue una fuerza de control en la política de Virginia aproximadamente de 1870 a 1883, cuando los reajustadores perdieron el control en favor de los Demócratas Conservadores.
En los años 1870 se produjo una división entre los políticos de Virginia, cuando aquellos que apoyaban una reducción de la deuda de antes de la guerra de Virginia («reajustadores») se opusieron a aquellos que consideraban que Virginia debería reembolsar la totalidad de su deuda más los intereses («financieros»). La deuda de antes de la guerra de Virginia era principalmente para mejoras de infraestructura supervisadas por el Consejo de Virginia de Obras Públicas, en gran parte en canales, caminos, y ferrocarriles. Antes de 1861, el estado había invertido un total de 48 000 000 de dólares$ en acciones de autopistas de peaje, puentes de peaje, canales y empresas de transporte marítimo y ferroviario. Muchas de estas mejoras fueron profundamente afectadas o destruidas durante la guerra civil por fuerzas de la Unión. La mayor parte de ellas estaban localizadas en la parte del estado que se convirtió en Virginia Occidental y la mayor parte de la deuda fue sostenida por los «norteños», haciendo compleja la cuestión del reembolso de las deudas.
Después de su propuesta fracasada para la nominación Demócrata para el puesto de gobernador en 1877, Mahone se convirtió en el líder de los «reajustadores», formando una coalición de Demócratas conservadores, los Republicanos y los afroamericanos en busca de una reducción de la deuda de antes de la guerra de Virginia, y una asignación apropiada hecha a la antigua parte del estado que constituyó el nuevo estado de Virginia Occidental. Desde entonces, y durante varias décadas, los dos estados disputaron sobre la parte de la deuda que correspondía al gobierno de Virginia. La cuestión fue finalmente resuelta en 1915, cuando la Corte Suprema de los Estados Unidos dictaminó que Virginia Occidental debía a Virginia 12.393.929,50 dólares. El pago final de esta suma se efectuó en 1939.
El Partido de Reajuste prometió «reajustar» la deuda estatal, anular el impuesto de capitación (poll tax) e incrementar los fondos para escuelas y otras instalaciones públicas. El Partido de Reajuste tuvo éxito en la elección de su candidato, William E. Cameron, como gobernador, y sirvió en el cargo de 1882 a 1886. Mahone sirvió como senador en el Congreso estadounidense a partir de 1881 hasta 1887. Sin embargo, en el Congreso, se alió con el Partido Republicano, como hizo su compañero de partido Harrison H. Riddleberger, que sirvió en el Senado estadounidense de 1883 a 1889. Tanto Mahone como Riddleberger fueron sustituidos en el Senado estadounidense por Demócratas.
El control efectivo del Partido de Reajuste de la política de Virginia duró hasta 1883, cuando perdieron el control de la mayoría en la legislatura estatal, seguido de la elección del Demócrata Fitzhugh Lee como gobernador en 1885. Mahone permaneció en activo en la política, pero perdió su candidatura para la reelección como senador estadounidense, así como otra propuesta para gobernador (como Republicano). Riddleberger murió en 1890, Mahone en 1895.
Tras la desaparición del Partido de Reajuste, Virginia tuvo un gobierno blanco y unipartidista bajo el Partido Demócrata durante los siguientes 80 años. Los legisladores estatales blancos aprobaron estatutos para restringir el registro de votantes para completar la restauración del supremacismo blanco y reducir el voto de los afroamericanos. En 1902 Virginia aprobó una nueva constitución que incluía el registro de votantes que privó en la práctica a los afroamericanos de sus derechos civiles, aplicando impuestos de capitación y pruebas de alfabetismo aplicadas de forma subjetiva. A pesar del avance de los afroamericanos desde la guerra y de los numerosos negros libres cultos antes de la guerra, el resultado fue que la asistencia de votantes negros estimada para la elección Presidencial de 1904 fue cero. La revocación del derecho al sufragio fue devastador y duradero. No fue hasta la legislación de derechos civiles federal de 1964 y 1965 cuando se permitió a los afroamericanos recuperar el derecho de votar y la protección de otros derechos civiles básicos.

## Segunda Guerra Mundial y despegue económico

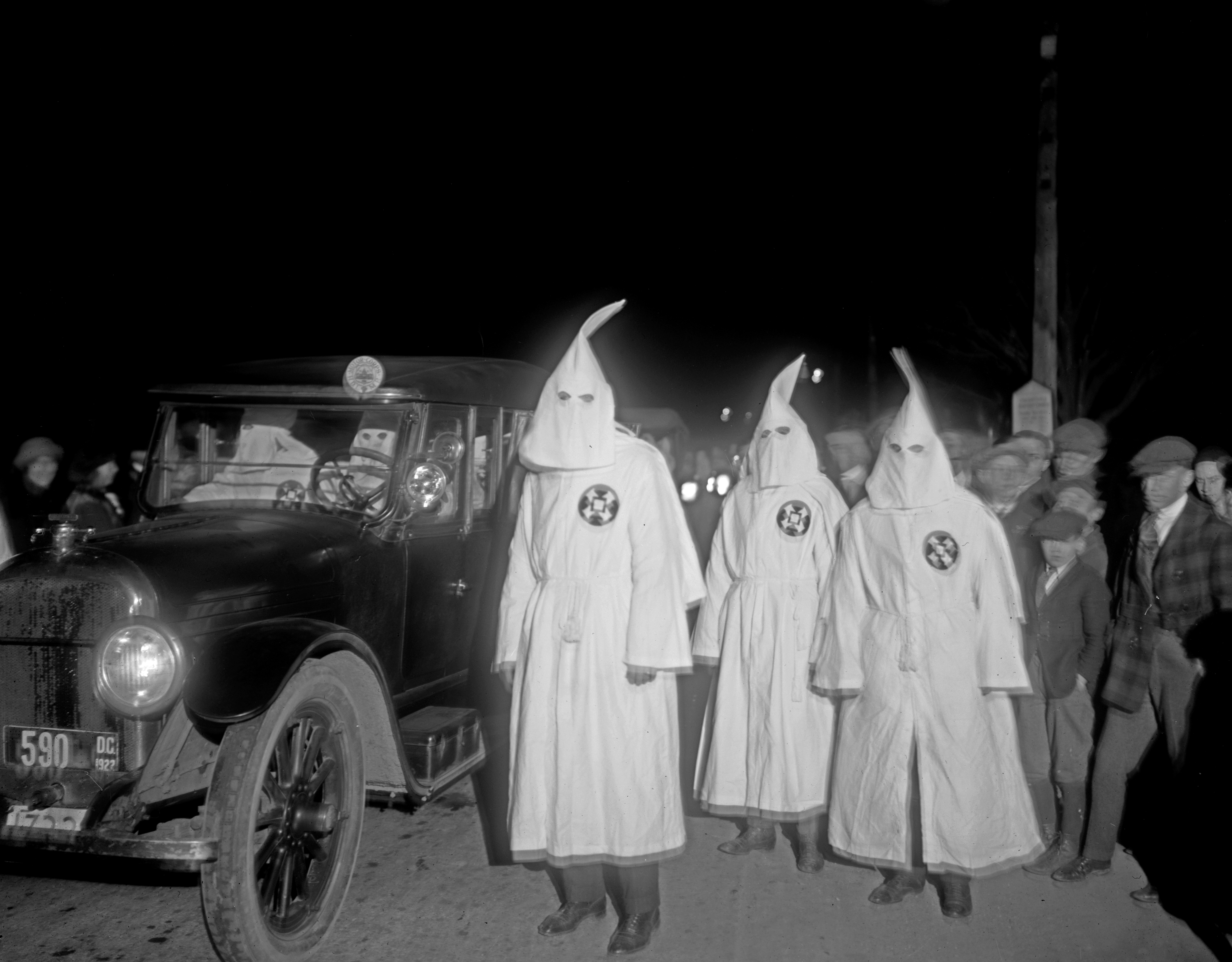
El Ku Klux Klan en un desfile en Virginia del Norte en 1922.

El estímulo económico de la Segunda Guerra Mundial trajo una nueva prosperidad al estado. El incremento del presupuesto bélico aumentó enormemente la base económica naval e industrial del estado, así como el crecimiento de empleos del gobierno federal en Virginia del Norte. El Pentágono fue construido allí como el edificio de oficinas más grande del mundo. A principios de los años 1960, un aeropuerto completamente nuevo, el Aeropuerto Internacional de Dulles, fue construido entre los condados de Fairfax y Loudoun, otro gran estímulo.
Después de 1930, el turismo comenzó a crecer exponencialmente con el desarrollo de Colonial Williamsburg, que ayudó al área del «Triángulo Histórico» a convertirse en uno de los destinos turísticos más populares del mundo. El nuevo sistema interestatal estadounidense de autopistas comenzado en los años 1950 y el nuevo puente-túnel de Hampton Roads en 1958 ayudaron a transformar a Virginia Beach de una pequeña ciudad de temporada en una de las ciudades más grandes del estado hacia 1963, y estimuló el crecimiento de las otras «Siete Ciudades de Hampton Roads» unidas por la carretera de circunvalación de Hampton Roads. En la parte occidental del estado, la finalización de la autopista interestatal 81 norte-sur, trajo un mejor acceso y nuevos negocios a docenas de condados en una distancia de 500 kilómetros.

## Historia moderna
En los años 1980, Virginia del Norte y la región de Hampton Roads habían conseguido el mayor crecimiento y prosperidad, principalmente debido al empleo relacionado con agencias del gobierno federal y de defensa, así como un aumento de la tecnología en Virginia del Norte. El transporte marítimo por el puerto de Hampton Roads inició la expansión que siguió a principios del siglo XXI cuando las nuevas instalaciones para contenedores fueron abiertas. Los embarcaderos de carbón en Newport News y Norfolk registraron sus mayores ganancias en las exportaciones a través de embarques hacia agosto de 2008. La reciente extensión de programas del gobierno en las áreas cercanas a Washington ha afectado profundamente la economía de Virginia del Norte. El subsecuente crecimiento de proyectos de defensa también ha generado una industria de tecnologías de la información y la comunicación local.
En 1989, Douglas Wilder fue elegido gobernador de Virginia y se convirtió en el primer afroamericano en acceder al cargo de gobernador en los Estados Unidos.
Virginia fue objetivo de los atentados del 11 de septiembre de 2001, cuando el vuelo 77 de American Airlines se estrelló contra Pentágono y donde murieron ciento ochenta y cinco personas. La tragedia golpeó de nuevo a Virginia en 2007, cuando treinta y dos estudiantes fueron asesinados en la llamada «masacre de Virginia Tech».
En 2006 el antiguo gobernador de Virginia Mark Warner dio un discurso y entrevista en el videojuego multijugador masivo en línea Second Life, convirtiéndose en el primer político en aparecer en un videojuego. En 2007 Virginia aprobó la primera ley de vuelo espacial nacional por una votación de 99-0 en la Casa de Delegados. La compañía de Virginia del Norte Space Adventures es actualmente la única compañía del mundo que ofrece turismo espacial. En 2008 Virginia se convirtió en el primer estado estadounidense en aprobar una legislación de seguridad en Internet, con cursos educativos obligatorios para jóvenes de entre 11 y 16 años de edad.

### Investigación
- Dabney, Virginius. Virginia: The New Dominion (1971)
- Heinemann, Ronald L., John G. Kolp, Anthony S. Parent Jr., and William G. Shade, Old Dominion, New Commonwealth: A History of Virginia, 1607-2007 (2007). ISBN 978-0-8139-2609-4.
- Rubin, Louis D. Virginia: A Bicentennial History. States and the Nation Series. (1977; repr. 1984).
- Salmon, Emily J., and Edward D.C. Campbell, Jr., eds. The Hornbook of Virginia history: A Ready-Reference Guide to the Old Dominion's People, Places, and Past 4th edition. (1994)
- Wallenstein, Peter. Cradle of America: Four Centuries of Virginia History (2007). ISBN 978-0-7006-1507-0.
- WPA. Virginia: A Guide to the Old Dominion (1940)
- Younger, Edward, and James Tice Moore, eds. The Governors of Virginia, 1860– 1978 (1982)